# Fredrik Thordendal

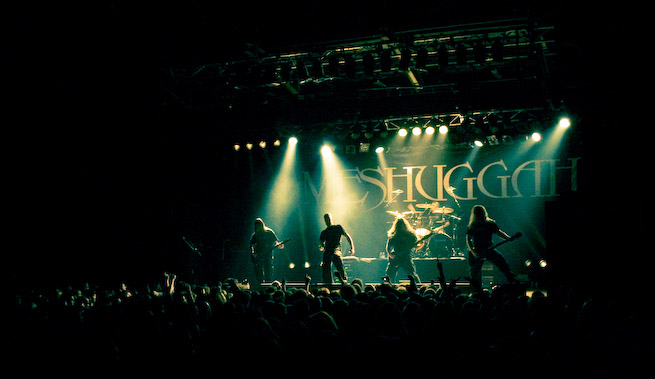
Meshuggah, 2008 i Melbourne.

Carl Fredrik Thordendal, född 11 februari 1970 i Umeå stadsförsamling, är en svensk rockmusiker. Han spelar gitarr i det svenska metalbandet Meshuggah och skriver också mycket av bandets musik. Thordendal har också bildat banden/projekten XXX Atomic Toejam och Fredrik Thordendal's Special Defects (Sol Niger Within). 

## Historia

### Meshuggah
Fredrik Thordendal bildade 1985 Metallica-influerade thrash metal-bandet Metallien i Umeå. Efter en kort tid bytte bandet namn till Meshuggah vars musik under åren utvecklats mer mot progressive metal och experimentell hårdrock. Meshuggahs debutalbum Contradictions Collapse gavs ut 1991. Det senaste Meshuggahalbumet vid namn Koloss släpptes 2012. Albumet obZen nominerades till en Grammis för bästa hårdrock.

### Sidoprojekt och samarbeten
Thordendal spelar bas på Memorandums vinyl-LP Aux Morts från 1988 samt på Ars Moriendi från 1991. Tillsammans med Petter Marklund bildade Thordendal duon XXX Atomic Toejam som 1993 gav ut EP:n "A Gathering of the Tribes for the First/Last Human Be-In" samt deltog med en låt på samlingsalbumet Karmanik samma år. Thordendal spelar också på ett spår på Blenders Back to Planet Softcore 1995 samt både med gitarr och bas på Mats/Morgans album Trends and Other Diseases från 1996.
Under projektnamnet Fredrik Thordendal's Special Defects har Thordendal gett ut albumet Sol Niger Within på Relapse Records 1997, där en mängd musiker medverkar, bland andra Tomas Haake från Meshuggah, med sin röst, "psychonaut's voice". Albumets består av 29 olika spår med en sammanlagd speltid på knappt 44 minuter..

## Diskografi med Meshuggah

### Demo
- 1989 – Ejaculation of Salvation
- 1991 – Promo 1991
- 1991 – All this Because of Greed
- 1993 – Promo 1993
- 1997 – True Human Design

### EP och singlar
- 1989 – Meshuggah (Psykisk Testbild)
- 1994 – None
- 1995 – Selfcaged
- 2004 – I
- 2008 – Bleed

### Studioalbum
- 1991 – Contradictions Collapse
- 1995 – Destroy Erase Improve
- 1998 – Chaosphere
- 2002 – Nothing
- 2005 – Catch 33
- 2006 – Nothing (Remix/nyinspelade gitarrspår)
- 2008 – obZen
- 2008 – Destroy Erase Improve Reloaded (Återutgivning med 5 bonusspår)
- 2012 – Koloss (musikalbum)
- 2016 – The Violent Sleep of Reason
- 2021 - Immutable

### Samlingsalbum
- 1998 – Contradictions Collapse & None
- 2001 – Rare Trax

## Samarbeten och projekt
- 1988 – "Aux Morts" med Memorandum
- 1991 – "Ars Moriendi" med Memorandum.
- 1993 – "A Gathering of the Tribes for the First/Last Human Be-In" med "XXX Atomic Toejam"
- 1996 – Hypocrisy/Meshuggah split
- 1997 – "Sol Niger Within" med "Fredrik Thordendal's Special Defects"